# Viggo Schulstad
Christian Viggo Schulstad (13. marts 1848 i Holbæk – 6. december 1921 i Klampenborg) var en dansk bagermester, der i 1880 gik i kompagniskab med kemikeren Christian Ludvigsen og skabte brødfabrikken Schulstad & Ludvigsen, senere blot Schulstad.
Som 32-årig købte Schulstad et nedlagt rugbrødsbageri i Store Kongensgade i København i fællesskab med melhandler Wilhelm Irgens. De var ikke de mest erfarne i branchen, men målet var ambitiøst: At fremstille kvalitetsbrød til danskerne. Sammen med Ludvigsen eksperimenterede de med nye hævemetoder i et decideret brødlaboratorium. De anskaffede sig æltemaskiner, der lettede arbejdsgangen, og i 1902 kunne de åbne en ny og større fabrik i Ryesgade med alskens moderne produktionsapparatur og betoning af hygiejne- og sundhedsaspekter.
Konkurrencen blev skærpet under 1. verdenskrig, og med Viggo Schulstad i spidsen fusionerede tidens fire store brødfabrikker i 1917 under navnet Aktieselskabet Københavns Brødfabrikker, i begyndelsen K.B. og Schulstad, senere blot Schulstad.
Schulstad blev begravet på Vestre Kirkegård (graven er nedlagt).